# نیروگاه سیکل ترکیبی فارس
نیروگاه سیکل ترکیبی فارس (در بخش اکبرآباد استان فارس، در ۱۹ کیلومتری شیراز) یکی از نیروگاه‌های ایران از نوع نیروگاه‌های سیکل ترکیبی است. ظرفیت اسمی تولید این نیروگاه در سال ۱۳۸۸ حدود ۱۰۵۰ مگاوات بوده‌است.
این نیروگاه در فاصله ۳۵ کیلومتری جنوب شرقی شیراز قرار گرفته‌است. نیروگاه سیکل ترکیبی فارس با قدرت اسمی ۱۰۳۵ مگاوات دارای ۶ واحد گازی به قدرت اسمی ۱۲۳ مگاوات می‌باشد  که از سال ۱۳۷۴ به بهره برداری رسیده است.
بخش بخار از ۶ بویلر بازیاب حرارتی و سه توربوژنراتور به قدرت اسمی هر یک ۹۸ مگاوات تشکیل شده  که بهره برداری از آن از سال ۱۳۸۱ آغاز گردیده است.
کارفرمای این نیروگاه سازمان توسعه برق ایران می‌باشد.